# Richard Ladislaus Heschl
Richard Ladislaus Heschl  (né le 5 juillet 1824 à Welsdorf à l'ouest de Fürstenfeld en Styrie et mort le 26 mai 1881 à Vienne) était un anatomiste autrichien. Il est célèbre pour avoir décrit le gyrus de Heschl, une région du lobe temporal du cerveau impliquée dans l'audition.

## Biographie
En 1849, il obtient son doctorat en médecine à l'Université de Vienne, où, en 1850, il devient premier assistant de Karel Rokytanský. En 1854, il est nommé professeur d'anatomie à la Faculté de médecine d'Olomouc et, l'année suivante, il devient professeur d'anatomie pathologique à Cracovie. En 1861, il devient professeur à l’École de médecine de Graz puis recteur de l'Université en 1864 et 1865. En 1875, il retourne à l'Université de Vienne.